# 45 Rezerwowa Dywizja Piechoty (Cesarstwo Niemieckie)
45 Rezerwowa Dywizja Piechoty (niem. 45. Reserve-Division)  – związek taktyczny Armii Cesarstwa Niemieckiego. 
W sierpniu 1914 rozwinięto w Niemczech do etatów wojennych istniejące w okresie pokoju związki operacyjne (armie) i związki taktyczne. W tym też miesiącu z rekrutów, rezerwistów i ochotników znajdujących się  w korpuśnych ośrodkach szkoleniowych zorganizowano jednostki rezerwowe.

W składzie XXIII Rezerwowego Korpusu Armijnego została rozwinięta między innymi 45 Rezerwowa Dywizja Piechoty. W I wojnie światowej dywizja walczyła na froncie zachodnim.

## Struktura organizacyjna
Skład w 1914:
- dowództwo dywizji
- 89 Rezerwowa Brygada Piechoty
  - 209 rezerwowy pułk piechoty
  - 210 rezerwowy pułk piechoty
- 90 Rezerwowa Brygada Piechoty
  - 211 rezerwowy pułk piechoty
  - 212 rezerwowy pułk piechoty
- 17 rezerwowy batalion strzelców
- 45 rezerwowy oddział kawalerii